# Марсело Боек
Марсело Боек (порт. Marcelo Boeck, нар. 28 листопада 1984, Санта-Крус-ду-Сул) — бразильський футболіст, воротар «Шапекоенсе».

## Ігрова кар'єра
Вихованець футбольної школи клубу «Інтернасьйонал», виграв з цим клубом Кубок Лібертадорес 2006, клубний чемпіонат світу 2006 і Рекопу Південної Америки 2007, а також двічі переміг у Лізі Гаушу.
З сезону 2007/08 виступає чемпіонаті Португалії. Після чотирьох років у «Марітіму», де він став основним воротарем лише в сезоні 2010/11, Боек був проданий в лісабонський «Спортінг» за 959 000 євро. У столичному клубі Марсело став дублером Руя Патрісіу, тому на поле виходив вкрай рідко. Тим не менш, бразилець завоював достатній авторитет в команді і у вболівальників і, коли виходить на поле, переймає капітанську пов'язку у Патрісіу.
В кінці січня 2016 року повернувся на батьківщину, ставши гравцем «Шапекоенсе», яке викупило 50% прав на гравця.

## Досягнення
«Інтернасьйонал»
- Клубний чемпіон світу: 2006
- Переможець Рекопи Південної Америки: 2007
- Володар Кубка Лібертадорес: 2006
- Віце-чемпіон Бразилії: 2005, 2006
- Чемпіон Ліги Гаушу: 2004, 2005

«Спортінг»
- Віце-чемпіон Португалії: 2013/14
- Володар Кубка Португалії: 2014/15
- Володар Суперкубка Португалії: 2015